# Coleophora fulgidella
Coleophora fulgidella é uma espécie de mariposa do gênero Coleophora pertencente à família Coleophoridae.